# Општина Галауцаш (Харгита)
Галауцаш (рум. Gălăuţaş) општина је у Румунији у округу Харгита.
Oпштина се налази на надморској висини од 699 m.